# خفج حار
خفج حار (الاسم العلمي: Diplotaxis harra) هو نوع من النباتات تتبع جنس الخفج من الفصيلة الكرنبية.